# Cryptops agilis
Cryptops agilis är en mångfotingart som beskrevs av Frederik Vilhelm August Meinert 1868. Cryptops agilis ingår i släktet Cryptops och familjen Cryptopidae. Inga underarter finns listade i Catalogue of Life.